# Moustéru
 Moustéru  (en bretón Mouteruz) es una comuna y población de Francia, en la región de Bretaña, departamento de Côtes-d'Armor, en el distrito y cantón de Guingamp.

## Demografía
| 614 | 537 | 511 | 597 | 609 | 594 |
| Para los censos de 1962 a 1999 la población legal corresponde a la población sin duplicidades (Fuente: INSEE [Consultar]) |     |     |     |     |     |